# Grand Theft Auto
Grand Theft Auto (viết tắt là GTA) là một dòng trò chơi điện tử phiêu lưu hành động do David Jones và Mike Dailly sáng tạo nên. Các tựa game sau đó được phát triển dưới sự giám sát của các anh em  Dan và Sam Houser, Leslie Benzies và Aaron Garbut. Game chủ yếu do công ty của Anh là Rockstar North (trước đây là DMA Design) phát triển, và được phát hành bởi công ty mẹ của nó, Rockstar Games. Tên của loạt đề cập đến thuật ngữ "ăn cướp xe", được sử dụng ở Mỹ để chỉ những tay trộm xe cơ giới.
Lối chơi của game tập trung vào thế giới mở, ở đó người chơi có thể hoàn thành các nhiệm vụ để phát triển một câu chuyện tổng thể, cũng như tham gia vào các hoạt động phụ khác nhau. Hầu hết lối chơi xoay quanh việc lái xe và bắn súng, thỉnh thoảng có các yếu tốnhập vai và lén lút. Loạt cũng có các yếu tố của các trò chơi beat 'em up trước đó từ kỷ nguyên 16-bit. Các trò chơi trong loạt Grand Theft Auto lấy bối cảnh ở các địa phương hư cấu được mô phỏng theo các thành phố ngoài đời thực, tại nhiều thời điểm khác nhau trải dài từ đầu thập niên 1960 cho đến những năm 2010. Bản đồ của trò chơi gốc bao gồm ba thành phố: Liberty City (dựa trên Thành phố New York), San Andreas (chủ yếu dựa trên California và Nevada), và Vice City ( dựa trên Miami), nhưng các tựa game sau này có xu hướng tập trung vào một bối cảnh duy nhất; thường là một trong ba ngôn ngữ gốc, mặc dù đã được sửa lại và mở rộng đáng kể. Loạt xoay quanh những nhân vật chính khác nhau, họ cố gắng vượt qua các cấp bậc của thế giới tội phạm ngầm, mặc dù tùy theo mỗi tựa game thì động cơ của họ đều khác nhau. Nhân vật phản diện thường là những nhân vật đã phản bội nhân vật chính hoặc tổ chức của họ, hoặc những nhân vật có tác động mạnh, cản trở sự tiến bộ của nhân vật chính. Một số cựu chiến binh trong lĩnh vực điện ảnh và âm nhạc đã lồng tiếng cho các nhân vật trong trò chơi, bao gồm Ray Liotta, Dennis Hopper, Samuel L. Jackson, William Fichtner, James Woods, Debbie Harry, Axl Rose và Peter Fonda.
DMA Design bắt đầu loạt vào năm 1997 bằng việc phát hành Grand Theft Auto. Tính đến  năm 2020, loạt gồm bảy tựa độc lập và bốn gói mở rộng. Tựa game chính thứ ba, Grand Theft Auto III, phát hành năm 2001, được coi là một trò chơi mang tính bước ngoặt, vì nó đã đưa loạt đến bối cảnh ba chiều (3D) và trải nghiệm phong phú hơn. Các tựa game tiếp theo đã tiếp nối và xây dựng dựa trên khái niệm được thiết lập trong Grand Theft Auto III, và nhận được sự hoan nghênh nhiệt liệt. Chúng đã ảnh hưởng đến các trò chơi hành động thế giới mở khác và dẫn đến nhãn Grand Theft Auto nhái trên các tựa game tương tự.
Loạt game đã được giới phê bình đánh giá cao, với tất cả các mục 3D chính trong loạt thường xuyên được xếp hạng trong dánh sách những game hay nhất và trò chơi điện tử bán chạy nhất; bán ra hơn 370 triệu bản, trở thành loạt trò chơi điện tử bán chạy thứ năm mọi thời đại. Năm 2006, Grand Theft Auto được giới thiệu trong danh sách các biểu tượng thiết kế của Anh trong Cuộc thi tìm kiếm thiết kế vĩ đại nước Anh do BBC và Design Museum tổ chức. Năm 2013, The Telegraph đã xếp hạng Grand Theft Auto nằm trong số những mặt hàng xuất khẩu thành công nhất của Anh. Loạt cũng dính nhiều tranh cãi vì tính chất người lớn và chủ đề bạo lực.

## Các tựa trò chơi
| Năm                                             | Tựa                                                    | Phát triển                   | Hệ máy                                        | Hệ máy         | Hệ máy                            | Hệ máy                 | Hệ máy         | Vũ trụ     |
| Năm                                             | Tựa                                                    | Phát triển                   | Máy chơi trò chơi điện tử tại gia             | Máy vi tính    | Máy chơi trò chơi điện tử cầm tay | Điện thoại             | Khác           | Vũ trụ     |
| Dòng chính                                      | Dòng chính                                             | Dòng chính                   | Dòng chính                                    | Dòng chính     | Dòng chính                        | Dòng chính             | Dòng chính     | Dòng chính |
| ----------------------------------------------- | ------------------------------------------------------ | ---------------------------- | --------------------------------------------- | -------------- | --------------------------------- | ---------------------- | -------------- | ---------- |
| 1997                                            | Grand Theft Auto                                       | DMA Design                   | PS1                                           | Windows MS-DOS | GBC                               |                        |                | 2D         |
| 1999                                            | Grand Theft Auto 2                                     | DMA Design                   | PS1 Dreamcast                                 | Windows        | GBC                               |                        |                | 2D         |
| 2001                                            | Grand Theft Auto III                                   | DMA Design                   | PS2 Xbox                                      | Windows OS X   |                                   | Android iOS Fire OS    |                | 3D         |
| 2002                                            | Grand Theft Auto: Vice City                            | Rockstar North               | PS2 Xbox                                      | Windows OS X   |                                   | Android iOS Fire OS    |                | 3D         |
| 2004                                            | Grand Theft Auto: San Andreas                          | Rockstar North               | PS2 Xbox PS3 [ A ] Xbox 360 [ B ]             | Windows OS X   |                                   | Android iOS WP Fire OS | Oculus Quest 2 | 3D         |
| 2008                                            | Grand Theft Auto IV                                    | Rockstar North               | PS3 Xbox 360                                  | Windows        |                                   |                        |                | HD         |
| 2013                                            | Grand Theft Auto V                                     | Rockstar North               | PS3 Xbox 360 PS4 Xbox One PS5 Xbox Series X/S | Windows        |                                   |                        |                | HD         |
| Gói mở rộng                                     |                                                        |                              |                                               |                |                                   |                        |                |            |
| 1999                                            | Grand Theft Auto: London 1969                          | Rockstar Canada              | PS1                                           | Windows MS-DOS |                                   |                        |                | 2D         |
| 1999                                            | Grand Theft Auto: London 1961                          | Rockstar Canada              |                                               | Windows MS-DOS |                                   |                        |                | 2D         |
| 2009                                            | Grand Theft Auto IV: The Lost and Damned               | Rockstar North               | PS3 Xbox 360                                  | Windows        |                                   |                        |                | HD         |
| 2009                                            | Grand Theft Auto: The Ballad of Gay Tony               | Rockstar North               | PS3 Xbox 360                                  | Windows        |                                   |                        |                | HD         |
| Trò chơi trên máy chơi trò chơi điện tử cầm tay |                                                        |                              |                                               |                |                                   |                        |                |            |
| 2004                                            | Grand Theft Auto Advance                               | Digital Eclipse              |                                               |                | GBA                               |                        |                | 3D         |
| 2005                                            | Grand Theft Auto: Liberty City Stories                 | Rockstar Leeds               | PS2                                           |                | PSP                               | iOS Android Fire OS    |                | 3D         |
| 2006                                            | Grand Theft Auto: Vice City Stories                    | Rockstar Leeds               | PS2                                           |                | PSP                               |                        |                | 3D         |
| 2009                                            | Grand Theft Auto: Chinatown Wars                       | Rockstar Leeds               |                                               |                | PSP DS                            | iOS Android Fire OS    |                | HD         |
| Tổng hợp và làm lại                             |                                                        |                              |                                               |                |                                   |                        |                |            |
| 1999                                            | Grand Theft Auto: Director's Cut                       | DMA Design / Rockstar Canada | PS1                                           | Windows MS-DOS |                                   |                        |                | 2D         |
| 2003                                            | Grand Theft Auto: The Classics Collection              | DMA Design / Rockstar Canada | PS1                                           | Windows        |                                   |                        |                | 2D         |
| 2003                                            | Grand Theft Auto: Double Pack                          | Rockstar North               | PS2 Xbox                                      |                |                                   |                        |                | 3D         |
| 2005                                            | Grand Theft Auto: The Trilogy                          | Rockstar North               | Xbox PS2                                      | Windows OS X   |                                   |                        |                | 3D         |
| 2009                                            | Grand Theft Auto: Double Pack                          | Rockstar Leeds               | PS2                                           |                | PSP                               |                        |                | 3D         |
| 2009                                            | Grand Theft Auto: Episodes from Liberty City           | Rockstar North               | Xbox 360 PS3                                  | Windows        |                                   |                        |                | HD         |
| 2010                                            | Grand Theft Auto IV: Complete Edition                  | Rockstar North               | Xbox 360 PS3                                  | Windows        |                                   |                        |                | HD         |
| 2021                                            | Grand Theft Auto: The Trilogy – The Definitive Edition | Grove Street Games           | Switch [ L ] PS4 PS5 Xbox One Xbox Series X/S | Windows        | Switch                            | Android iOS            |                | 3D         |
| Ghi chú: 1. 2. 3. 4. 5. 6. 7. 8. 9. 10. 11. 12. |                                                        |                              |                                               |                |                                   |                        |                |            |

### Dòng chính
| 1997 | Grand Theft Auto                                       |
| 1998 |                                                        |
| 1999 | Grand Theft Auto: London 1969                          |
| 1999 | Grand Theft Auto: London 1961                          |
| 1999 | Grand Theft Auto 2                                     |
| 2000 |                                                        |
| 2001 | Grand Theft Auto III                                   |
| 2002 | Grand Theft Auto: Vice City                            |
| 2003 | Grand Theft Auto: Double Pack                          |
| 2004 | Grand Theft Auto: San Andreas                          |
| 2004 | Grand Theft Auto Advance                               |
| 2005 | Grand Theft Auto: The Trilogy                          |
| 2005 | Grand Theft Auto: Liberty City Stories                 |
| 2006 | Grand Theft Auto: Vice City Stories                    |
| 2007 |                                                        |
| 2008 | Grand Theft Auto IV                                    |
| 2009 | Grand Theft Auto IV: The Lost and Damned               |
| 2009 | Grand Theft Auto: Chinatown Wars                       |
| 2009 | Grand Theft Auto: The Ballad of Gay Tony               |
| 2010 |                                                        |
| 2011 |                                                        |
| 2012 |                                                        |
| 2013 | Grand Theft Auto V                                     |
| 2013 | Grand Theft Auto Online                                |
| 2014 |                                                        |
| 2015 |                                                        |
| 2016 |                                                        |
| 2017 |                                                        |
| 2018 |                                                        |
| 2019 |                                                        |
| 2020 |                                                        |
| 2021 | Grand Theft Auto: The Trilogy – The Definitive Edition |

## Các yếu tố chung

### Lối chơi
Trong trò chơi, người chơi sẽ vào vai một kẻ tội phạm trong một thành phố rộng lớn. Trò chơi sẽ dẫn dắt nhân vật từ một kẻ vô danh trở thành một tay giang hồ lừng lẫy trong các băng nhóm tội phạm có tổ chức. Người chơi sẽ được các nhân vật có thế lực trong thế giới ngầm giao nhiều nhiệm vụ, đòi hỏi phải được hoàn thành theo cốt truyện có sẵn. Các nhiệm vụ trong trò chơi thường là ám sát và các loại tội ác khác, tuy nhiên cũng có khi nhiệm vụ đặt ra cho người chơi là lái xe taxi, chữa cháy, đua xe đường phố, lái xe buýt hoặc học cách điều khiển phi cơ hay trực thăng.
Trong những tựa trò chơi sau, nhất là những phiên bản ra đời sau Grand Theft Auto 2, cốt truyện của trò chơi được chăm chút hơn, trong đó người chơi phải trải qua một vài sự việc bất ngờ không may mắn (ví dụ: bị phản bội và bỏ mặc đến chết), và sự việc này như một động lực để nhân vật chính có thể tiến lên một địa vị cao hơn trong thế giới ngầm, và có thể dẫn đến chiến thắng cuối cùng của nhân vật vào cuối câu chuyện. loạt Grand Theft Auto là một trong các trò chơi thuộc thể loại hành động tự do, cho phép người chơi được tự do quyết định họ muốn làm gì và làm bằng cách nào, bằng rất nhiều phương tiện vận chuyển cũng như vũ khí. Không giống nhiều trò chơi hành động truyền thống khác có cấu trúc kiểu một loạt các việc phải làm nối tiếp nhau có nội dung tuyến tính, trong GTA người chơi có thể chọn nhiệm vụ nào họ muốn làm, và mối quan hệ của nhân vật chính với các nhân vật khác sẽ dựa trên những sự lựa chọn đó. Người chơi có thể tự do khám phá các khu vực trong trò chơi mọi lúc họ muốn, và là một ví dụ cho các trò chơi sử dụng môi trường thế giới mở. Các ngoại lệ trong trò chơi là: các nhiệm vụ xuất hiện theo thứ tự, cốt truyện trò chơi tuyến tính, và một số khu vực/thành phố trong trò chơi phải được mở cửa để trò chơi có thể được hoàn thành.

### Bối cảnh
loạt Grand Theft Auto lấy khung cảnh là một đất nước Mỹ không có thật, vào các thời điểm khác nhau. Ba địa điểm chính trong các phần là: thành phố Liberty mô phỏng thành phố New York, thành phố Vice mô phỏng Miami, cuối cùng là San Andreas mô phỏng ba thành phố Los Angeles, Las Vegas, và San Francisco.
Các phiên bản sau của trò chơi, đặc biệt là bước chuyển từ nền tảng 2D sang 3D có sự tái xuất hiện của các thành phố trong các phần trước, nhưng được mở rộng hơn, đầu tiên là trong Grand Theft Auto III, một lần nữa lấy khung cảnh thành phố Liberty, sau đó là thành phố Vice trong Grand Theft Auto: Vice City.
Khi Grand Theft Auto: San Andreas phát hành, không gian của trò chơi lại được mở rộng hơn nữa. Bang San Andreas rộng lớn là một phiên bản mô phỏng của tiểu bang California và Nevada, Hoa Kỳ. San Andreas có ba thành phố nhỏ: Las Venturas (Las Vegas), San Fierro (San Francisco) và Los Santos (Los Angeles). Bao quanh ba thành phố lớn là những thị trấn nhỏ, sa mạc, sông nước, rừng hay những miền nông thôn.
Grand Theft Auto: Liberty City Stories và Grand Theft Auto: Vice City Stories, được phát hành cho nền tảng máy chơi cầm tay PlayStation Portable, một lần nữa đưa người chơi trở về thành phố Liberty và thành phố Vice, theo tên gọi của từng phần.
Câu chuyện của Grand Theft Auto IV cùng với các phần mở rộng Grand Theft Auto IV: The Lost and Damned và Grand Theft Auto: The Ballad of Gay Tony diễn ra ở thành phố Liberty. New Jersey và thành phố Alderney cũng xuất hiện trong trò chơi.
Trò chơi cho hệ máy cầm tay, Grand Theft Auto: Chinatown Wars cũng lấy khung cảnh là thành phố Liberty.
Cho đến hiện tại, chỉ có hai phiên bản trò chơi không mô phỏng một thành phố của Mỹ, đó là Grand Theft Auto: London 1969 và Grand Theft Auto: London 1961 mô phỏng thành phố Luân Đôn.

### Grand Theft Auto
Grand Theft Auto là phiên bản đầu tiên của loạt trò chơi này, được sáng lập bởi nhà phát triển trò chơi DMA Design, phát hành cho Microsoft DOS/Windows vào năm 1997/1998 và PlayStation. Trò chơi lấy khung cảnh ba thành phố không có thật là thành phố Liberty, San Andreas và thành phố Vice. Một phiên bản rút gọn dành cho Game Boy Color cũng được phát hành sau đó.
Sau đó Rockstar đưa ra thêm hai phần mở rộng cho trò chơi, đều có tên là Grand Theft Auto: London 1969.

### Grand Theft Auto 2
Phiên bản thứ hai của loạt, có tên Grand Theft Auto 2, được phát triển cho Microsoft Windows, PlayStation và Dreamcast, và đã được phát hành vào năm 1999. Lấy bối cảnh một ngày chưa xác định trong tương lai, trò chơi đưa ra các hiệu ứng đồ họa cao cấp hơn, và nội dung trò chơi sẽ thay đổi tùy theo mối quan hệ giữa nhân vật với các tổ chức tội ác khác nhau.
Một phiên bản rút gọn dành cho Game Boy Color cũng được sản xuất. Grand Theft Auto 2 là trò chơi duy nhất được phân loại "T" cho hệ máy cầm tay PlayStation, và cũng là phần tiếp theo duy nhất trong loạt có chữ số trong tựa đề, thay vì một số la mã.

### Grand Theft Auto III
Grand Theft Auto III là phiên bản kế tiếp của Grand Theft Auto, được phát hành vào tháng 10 năm 2001. Trò chơi lấy bối cảnh những năm đầu thế kỷ XXI ở thành phố Liberty - là một phiên bản mô phỏng của New York nhưng cũng được thêm vào một số khu vực của các thành phố khác. Grand Theft Auto III mang đến góc nhìn người thứ ba, thay vì là góc nhìn từ trên xuống như ở các phiên bản trước (có thể tạo ra góc nhìn từ trên xuống trong trò chơi). Lần đầu tiên, vấn đề định hướng trong trò chơi đã được giải quyết bằng cách tích hợp một hệ thống định vị toàn cầu cùng với một bản đồ nhỏ (mini-map), hiển thị vị trí của người chơi và các điểm đến hoặc các nhân vật. Hệ thống đồ họa của trò chơi được cải tiến bằng nền tảng ba chiều. Chế độ nhiều người chơi bị loại bỏ, nhưng GTA III được cải tiến hơn ở các điểm như có nhân vật lồng tiếng và cốt truyện (trong các phiên bản trước chỉ có cắt cảnh là các đoạn đối thoại ngắn giữa các màn chơi, ngoài ra việc giao tiếp chỉ được biểu hiện qua phụ đề chạy dưới màn hình).
Sau thành công Grand Theft Auto III, Grand Theft Auto: Vice City được phát hành vào năm 2002. Phiên bản này của trò chơi lấy bối cảnh năm 1986 ở thành phố Vice, mô phỏng thành phố Miami, Florida. Cốt truyện trò chơi chủ yếu liên quan đến buôn bán thuốc phiện và những năm 80. Vice City là phiên bản đầu tiên giới thiệu cho người chơi đầu đủ khả năng bay trên các loại máy bay, ví dụ như thủy phi cơ hoặc trực thăng. Trò chơi cũng đưa ra nhiều loại vũ khí và phương tiện di chuyển mới.
Grand Theft Auto: San Andreas, phát hành vào tháng 10 năm 2004, lấy bối cảnh năm 1992, tập trung vào cuộc sống giang hồ ở California và sự trở lại của tệ nạn ma túy. Địa danh trong trò chơi là bang San Andreas, gồm ba thành phố là Los Santos, San Fierro, and Las Venturas, dựa trên các thành phố Los Angeles, San Francisco, và Las Vegas, theo thứ tự. Ngoài ra, giữa Los Santos và San Fierro, giữa Los Santos và Las Venturas là vùng ngoại ô, còn giữa Las Venturas và San Fierro là sa mạc.
Grand Theft Auto (liên quan không chính thức đến Grand Theft Auto Advance), dành cho Game Boy Advance, cũng được phát hành năm 2004. Trò chơi này là một phiên bản chuyển đổi sang góc nhìn từ trên xuống của GTA III. Trò chơi, phát triển bởi một nhà phát triển khác là Digital Eclipse, được xếp loại "M" theo ESRB.
Vào năm 2005 và 2006, Rockstar phát hành hai trò chơi cho hệ máy PlayStation Portable, cả hai đều được phát triển bởi Rockstar Leeds. Grand Theft Auto: Liberty City Stories là phần trước của Grand Theft Auto III, lấy bối cảnh thành phố Liberty năm 1998. Rockstar phát hành phiên bản cho PlayStation 2 vào ngày 6 tháng 6 năm 2006.
Grand Theft Auto: Vice City Stories được phát hành cho PlayStation Portable vào ngày 31 tháng 10 năm 2006, lấy bối cảnh thành phố Vice năm 1984, hai năm trước khi diễn ra câu chuyện Grand Theft Auto: Vice City. Phiên bản cho PlayStation 2 của trò chơi được phát hành ngày 6 tháng 3 năm 2007. Đây là phiên bản cuối cùng của thế hệ trò chơi thứ ba, cũng là trò chơi cuối cùng trong luân khúc Grand Theft Auto III.
Thứ tự trò chơi theo bối cảnh trò chơi (không phải thứ tự phát hành) của các phiên bản thuộc thế hệ thứ ba như sau:
- Grand Theft Auto: Vice City Stories Bối cảnh: 1984 - Phát hành: 2006
- Grand Theft Auto: Vice City Bối cảnh: 1986 - Phát hành: 2002
- Grand Theft Auto: San Andreas Bối cảnh: 1992 - Phát hành: 2004
- Grand Theft Auto: Liberty City Stories Bối cảnh: 1998 - Phát hành: 2005
- Grand Theft Auto Bối cảnh: 2000 - Phát hành: 2004
- Grand Theft Auto III Bối cảnh: 2001 - Phát hành: 2001

### Grand Theft Auto IV
Grand Theft Auto IV được phát hành ngày 29 tháng 4 năm 2008, sau sáu tháng trì hoãn. Đây là trò chơi đầu tiên của Grand Theft Auto được phát hành cùng một lúc hai bản: một cho Sony và một cho các hệ máy của Microsoft. Tháng 8 năm 2008, Rockstar thông báo rằng họ sẽ phát hành một phiên bản GTA IV dành cho máy tính cá nhân. GTA IV sử dụng engine Rockstar Advanced Game Engine (còn gọi là RAGE) được dùng trong Rockstar Games Presents Table Tennis và hệ thống tương tác vật lý Euphoria. Một lần nữa trò chơi lấy khung cảnh thành phố Liberty, lần này được thiết kế lại và rất giống với thành phố New York, so với trong các phiên bản trước đó.
Microsoft chính thức tuyên bố rằng họ và Rockstar Games sẽ có một sự "hợp tác chiến lược". Grand Theft Auto: The Lost and Damned phát hành ngày 17 tháng 2 năm 2009, và có thể được tải xuống, đặc biệt là cho Xbox 360, bởi vì Microsoft đã trả cho Rockstar 50 triệu đô-la để làm nó độc quyền. Khi sự hợp tác chiến lược kết thúc, hai phiên bản DLC và những phần cộng thêm đã được phát hành vào ngày 13 tháng 4 năm 2010 cho PS3 và PC. Phần mở rộng thêm vào vài yếu tố mới cho trò chơi và tập trung vào Johnny Klebitz, phó chủ tịch băng cướp mô-tô "The Lost".
Phiên bản thứ hai mà người chơi có thể tải về có tên là Grand Theft Auto: The Ballad of Gay Tony và đã được phát hành ngày 29 tháng 10 năm 2009. Grand Theft Auto: Episodes from Liberty City là một bản đóng gói, phát hành cho Xbox 360 cùng lúc với The Ballad of Gay Tony. Nó gồm The Lost and Damned và The Ballad of Gay Tony trong cùng một đĩa và không đòi hỏi phải có GTA IV.
Grand Theft Auto IV tái ra mắt hệ thống chơi mạng nhiều người chơi. Người chơi điều khiển một nhân vật (có thể tùy biến), và số tiền kiếm được sẽ chuyển thành cấp độ, cấp độ càng cao thì các tùy chọn tùy biến nhân vật càng nhiều. Trò chơi không hỗ trợ hai màn hình hoặc chế độ nhiều người chơi LAN trên PlayStation 3 hay Xbox 360, mà là mạng LAN trên máy tính. Tối đa 16 người (32 trên PC) có thể chơi cùng nhau, tham gia các sự kiện như Death Match, Cops 'n' Crooks, đua xe, Deal Breaker, và Mafiya.
Grand Theft Auto: Chinatown Wars là phiên bản đầu tiên của dòng Grand Theft Auto được phát hành cho Nintendo DS, đã được giới thiệu tại E3 Nintendo Press Conference vào tháng 7 năm 2008. Trò chơi được phát hành ngày 17 tháng 3 năm 2009 ở Bắc Mỹ và 20 tháng 3 năm 2009 ở Úc và châu Âu. "GTA: CW" được xếp loại 18+ bởi PEGI và BBFC (Châu Âu, Anh) và M bởi ESRB (Bắc Mỹ). Một phiên bản cho PSP cũng được giới thiệu sau đó vào 22 tháng 6 năm 2009 và được phát hành tại Bắc Mỹ ngày 20 tháng 10 năm 2009. Phiên bản dành cho iPhone OS được phát hành ngày 18 tháng 1 năm 2010.
Thứ tự trò chơi theo bối cảnh trò chơi của các phiên bản thuộc thế hệ thứ tư như sau:
- Grand Theft Auto IV - Bối cảnh: 2008, phát hành 2008
- Grand Theft Auto IV: The Lost and Damned - Bối cảnh 2008, 2009 (360)/2010 (PS3, PC)
- Grand Theft Auto IV: The Ballad of Gay Tony - Bối cảnh 2008, phát hành 2009 (360)/2010 (PS3, PC)
- Grand Theft Auto: Chinatown Wars - Bối cảnh 2009, phát hành 2009.

### Grand Theft Auto V
Grand Theft Auto V phát hành vào ngày 17/9/2013 cho hệ máy Playstation 3 và Xbox 360 và cho máy tính cá nhân (PC) vào ngày 14/4/2015, lấy bối cảnh năm 2013 khu vực giả tưởng Los Santos, San Andreas. Trò chơi cũng thêm vào những phương tiện mới, đồ hoạ sắc nét, chân thật hơn trước, lần đầu tiên xuất hiện các động vật hoang dã, góc nhìn thứ nhất và chức năng điều khiển ba nhân vật thay vì chỉ một như trước, các băng đảng xuất hiện trong game đều là băng đảng của GTA San Andreas như Grove Street Families, Ballas và Los Vagos.Trò chơi cũng có những minigame như săn thú rừng, đua xe,... Một phiên bản Multi-player (nhiều người chơi) của GTA V được Rockstar Games sản xuất có tên là GTA Online.

## Tranh cãi
Theo Kỷ lục Thế giới Guinness Phiên bản dành cho người chơi game năm 2008 và 2009 thì đây là loạt trò chơi điện tử gây tranh cãi nhất trong lịch sử, với hơn 4.000 bài báo đã xuất bản về nó, bao gồm các cáo buộc khuyến khích bạo lực, làm hư hỏng game thủ, và liên quan đến tội ác ngoài đời thực.

#### Grand Theft Auto III
Những cuộc tranh cãi và những lời than phiền bắt đầu với Grand Theft Auto III. Một số được cho là bởi nhà hoạt động Max Clifford.
Có khá nhiều sự chỉ trích đối với những hành động bất hợp pháp trong trò chơi, khi so sánh với kiểu nhân vật "anh hùng" mà các trò chơi khác đưa ra. Nhân vật chính có thể thực hiện rất nhiều tội ác như giết cảnh sát và các nhân vật thuộc quân đội. Những người chống lại trò chơi bạo lực, như Hillary Clinton và Julia Boseman, cho rằng người chơi sẽ cố thực hiện những hành động này ngoài đời thực.
Các nhà phê bình  cũng nhắc đến những hành động và thái độ quá khích đối với phụ nữ. Mặc dù không bắt buộc, nhân vật chính Claude có thể lợi dụng những cô gái, sau đó giết họ và có thể là lấy cắp, nếu người chơi muốn.

#### Vice City
Trò chơi thứ sáu trong loạt, Grand Theft Auto: Vice City, cũng bị chỉ trích. Trong một nhiệm vụ, người chơi phải châm ngòi cho cuộc chiến giữa nhóm Haitian và Cuban, đã gây ra tranh cãi.
Jean-Robert Lafortune của Liên hiệp thường dân Haiti Mỹ (Haitian American Grassroots Coalition) đã nói "Trò chơi không nên được thiết kế để tiêu diệt con người, nó không nên được thiết kế để tiêu diệt một nhóm người dân tộc", để nhắc về những cảnh này, bao gồm cả những câu trong trò chơi như "giết bọn khốn Haitian" trong một cuộc cãi nhau giữa người chơi và nhóm Haitian. Sau khi bị dọa kiện bởi Haitian-American Grassroots Coalition, Rockstar đã xóa bỏ từ "Haitians" trong những đoạn phụ đề trong trò chơi.

#### San Andreas
San Andreas có chứa một minigame có nội dung đồi trụy, đã bị cắt khỏi trò chơi nhưng phần mã vần còn tồn tại, được phát hiện cả trên hệ Windows lẫn các hệ máy cầm tay. Được đặt tên là "Hot Coffee mod", minigame này cho phép người chơi có thể quan hệ tình dục với các bạn gái trong trò chơi của họ và tất nhiên là có quay phim.
Sau khi phát hành Grand Theft Auto: San Andreas, những người làm công việc thay đổi mã nguồn của trò chơi để thay đổi nội dung của nó (modder) đã tìm ra được đoạn mã không sử dụng trong trò chơi và phát hành bản vá không chính thức cho Windows và Xbox (đã được bẻ khóa) và PlayStation 2, gói phần mềm này thêm vào trò chơi một đoạn mã Action Replay có thể cho phép người chơi tham gia vào phần nội dung đồi trụy (được gọi tên là "Hot Coffee"). Những mini-game này hầu như không tác động đến bộ mã của toàn trò chơi. Gói phần mềm này gây ESRB đánh giá trò chơi là "AO". Take-Two Interactive bắt buộc phải tái phát hành trò chơi để có thể giữ lại xếp loại "M". Một vụ kiện chống lại Take-Two cũng được tiến hành vì hậu quả của "Hot Coffee".

#### Grand Theft Auto IV
Một trong những cuộc tranh luận về trò chơi là sự chỉ trích của các bà mẹ về việc lái xe trong tình trạng say xỉn (MADD) trong trò chơi, khi chức năng "vừa uống vừa chạy" được thêm vào. MADD đã yêu cầu ESRB thay đổi xếp loại trò chơi từ "M" cho tuổi từ 17 trở lên thành "AO," chỉ dành cho người lớn, vì họ thấy rằng những cảnh này không thích hợp cho trẻ em, ngay cả với thanh niên 17 tuổi. Nếu Rockstar thuận theo, thì Grand Theft Auto IV sẽ là trò chơi thứ hai trong loạt có sự chuyển đổi xếp loại từ "M" thành "AO". Trong GTA IV, lái xe say xỉn là một phần chơi mà người chơi có thể chủ động tham gia vào, nhưng nhân vật chính Niko Bellic tuyên bố lớn tiếng (và trong tình trạng say xỉn) rằng đây là một "ý tưởng tồi" và rằng anh ta "nên hiểu biết hơn".

#### The Lost and Damned
Phần mở rộng The Lost and Damned đã bị chỉ trích bởi hiệp hội phụ huynh Mỹ Common Sense Media. Họ đã đưa ra một lời cảnh báo công cộng, với mục đích đối phó với nội dung của phiên bản này, do có sự xuất hiện của các cảnh khỏa thân toàn thân trong trò chơi. Họ khẳng định rằng phiên bản này "đáng đưa ra tranh luận hơn những phiên bản trước của nó".

#### Grand Theft Auto V
Một đoạn trong phần trò chơi đã cho thấy những cảnh quay có hình ảnh tra tấn. Nhiệm vụ "By the Book" yêu cầu người chơi thực hiện những hành vi tra tấn để lấy thông tin, trong đó có nhổ răng bằng kiềm, giật điện giật, trấn nước, thực hiện các hành vi động chạm đến bộ phận sinh dục.
Tổ chức từ thiện của Anh công khai lên án việc sử dụng hình thức tra tấn ấy trong Grand Theft Auto V.
Trò chơi cũng bị cáo buộc là phân biệt giới tính. Los Angeles Times nói hình ảnh người phụ nữ thường không có vai trò gì, chỉ là bị chế nhạo, khinh miệt giá trị.

## Những trò chơi tương tự
Các phê bình gia thường xem Grand Theft Auto III như là một cuộc cách mạng trong lịch sử trò chơi điện tử, cũng như Doom khoảng mười năm trước đó. Những trò chơi sau này ra đời có cấu trúc lái xe và bắn giết được gọi là một trò chơi bắt chước Grand Theft Auto (Grand Theft Auto clones). Một số người còn xếp trò chơi vào loạt Driver, mặc dù loạt này đã bắt đầu vài năm trước khi Grand Theft Auto III ra đời.
Những trò chơi tương tự Grand Theft Auto thường có đồ họa ba chiều, thể loại trò chơi phiêu lưu hành động,, trong đó người chơi có thể lái bất cứ phương tiện nào và bắn bất cứ thứ gì trong thế giới mở. Những trò chơi này cũng thường có yếu tố bạo lực. Những trò chơi đáng chú ý là loạt Saints Row, loạt The Getaway, loạt The True Crime, Bố già, Crackdown, Mafia: The City of Lost Heaven, Wheelman, Scarface: The World Is Yours và Just Cause, Sleeping Dogs, Watch Dogs,... là những trò chơi có kiểu chơi giống với GTA.

## Đón nhận
Ngay từ thuở ban đầu, loạt Grand Theft Auto đã là một thành công lớn. Nó luôn được đánh giá cao và ghi được điểm cao nhất so với hầu hết các trò chơi cùng thời đại. Tạp chí Thời Đại cho biết rằng Grand Theft Auto IV, phiên bản của loạt, đã bán được 609 nghìn bản ngay trong ngày đầu ra mắt tại Anh. Và trong tuần đầu, 6 triệu bản Grand Theft Auto IV được bán ra trên toàn thế giới, thu về hơn 500 triệu đô-la Mỹ.
Grand Theft Auto III , San Andreas và Vice City hiện đang nằm ở hạng thứ 2, thứ 5 và thứ 6 trong các đánh giá xếp hạng về trò chơi cho PlayStation 2 trên Metacritic.
Grand Theft Auto: San Andreas được xem là trò chơi thành công nhất trên hệ máy PlayStation 2 theo The Guinness World Records 2009 Edition Gamer's.
Ngoài ra, Vice City , Grand Theft Auto III , San Andreas , Grand Theft Auto IV và Grand Theft Auto V lần lượt nằm ở hạng 11, 24, 27, 93 và 2 trong bảng xếp hạng những trò chơi chơi dành cho máy tính cá nhân (PC - Personal Computer) hay nhất mọi thời đại theo Metacritic.
Phiên bản mới nhất là GTA V thậm chí đã thu được 1 tỷ USD chỉ sau 3 ngày, giúp dòng trò chơi vượt qua hàng loạt các dòng trò chơi máu mặt trên thế giới, thiết lập nhiều kỷ lục mới trong ngành công nghiệp game.
loạt trò chơi đã phá vỡ một số kỷ lục thế giới, gồm có loạt trò chơi có nhiều diễn viên khách mời nhất, Trò chơi có nhiều nhân vật lồng tiếng nhất (GTA: San Andreas), Âm nhạc phong phú nhất (GTA: San Andreas), và Sản phẩm thành công nhất mọi thời đại (GTA IV).
Sách kỷ lục thế giới còn ghi nhận Grand Theft Auto nằm ở vị trí thứ ba trong danh sách 50 trò chơi hay nhất mọi thời đại dựa trên tác động tạm thời và tác động lâu dài.

### Doanh thu
| Năm                   | Trò chơi                                     | Doanh thu  | Danh hiệu                                                                                |
| --------------------- | -------------------------------------------- | ---------- | ---------------------------------------------------------------------------------------- |
| 1997                  | Grand Theft Auto                             | 3.5 triệu+ | PS1 Greatest Hits, Platinum                                                              |
| 1999                  | Grand Theft Auto: London 1969                |            |                                                                                          |
| 1999                  | Grand Theft Auto: London 1961                |            |                                                                                          |
| 1999                  | Grand Theft Auto 2                           | 1 triệu    | PS1 Greatest Hits                                                                        |
| 2001                  | Grand Theft Auto III                         | 17.5 triệu | PS2 Greatest Hits, Platinum                                                              |
| 2002                  | Grand Theft Auto: Vice City                  | 20 triệu   | PS2 Greatest Hits, Platinum                                                              |
| 2004                  | Grand Theft Auto: San Andreas                | 27.5 triệu | PS2 Greatest Hits , Platinum Xbox Platinum Hits PS3 Greatest Hits Xbox 360 Platinum Hits |
| 2004                  | Grand Theft Auto Advance                     | 100,000    |                                                                                          |
| 2005                  | Grand Theft Auto: Liberty City Stories       | 8 triệu    | PSP Greatest Hits , Platinum PS2 Platinum                                                |
| 2006                  | Grand Theft Auto: Vice City Stories          | 4.5 triệu  | PSP Greatest Hits , Platinum PS2 Platinum                                                |
| 2008                  | Grand Theft Auto IV                          | 25 triệu+  | PS3 Greatest Hits , Platinum Xbox 360 Platinum Hits                                      |
| 2009                  | Grand Theft Auto IV: The Lost and Damned     | 1 triệu+   |                                                                                          |
| 2009                  | Grand Theft Auto: Chinatown Wars             | 200,000    | PSP Greatest Hits                                                                        |
| 2009                  | Grand Theft Auto: The Ballad of Gay Tony     |            |                                                                                          |
| 2009                  | Grand Theft Auto: Episodes from Liberty City | 160,000+   | PS3 Greatest Hits Xbox 360 Platinum Hits                                                 |
| 2013                  | Grand Theft Auto V                           | 130 triệu  | PS3 Greatest Hits Xbox 360 Platinum Hits                                                 |
| Tổng loạt: 235 triệu+ |                                              |            |                                                                                          |